# Diarmait Ua Briain
Diarmait Ua Briain (né vers 1060– mort en 1118) est le 45e roi de Munster en 1086 puis de 1114-1115 puis en 1116-1118.

## Origine
Diramait est un des fils de Toirdelbach Ua Briain, Il est banni du Munster par son demi-frère Muircheartach Ua Briain peu après la mort de Tagd le frère de ce dernier et de leur père en 1086. Il vit en exil pendant plusieurs années pendant que son frère règne seul comme roi de Munster. Il est réputé avoir commandé la flotte irlandaise qui a donné son appui à Rhys ap Tewdwr lors de la Bataille de Mynydd Carn.
En 1093, il se réconcilie avec son frère Muirchertach après que ce dernier accepte de  reconnaitre ses droits et l'installe comme dux à Waterford. Il succède à son frère comme roi de Munster lorsque Muirchertach tombé gravement malade doit quitter le pouvoir en 1114.
Après s'être installé sur le trône il bannit Muircheartach ce qui est à l'origine d'un guerre fratricide de quatre ans pour le contrôle du Munster. In 1116, il attaque Muirchertach et Brian Ua Briain "en violation de leur mutuel serment sur les reliques d'Irlande" à Limerick.
Muirchertach accepte de faire la paix avec Diarmait, cependant dès qu'il est rétabli il  capture son frère.
Diarmait meurt à Cork en 1118 et la même année  Toirdelbach Ua Conchobair envahit le Munster et procède à un premier partage du royaume entre les trois fils de Diarmait Ua Briain et Tadg mac Muiredaig meic Cárthaig: soit respectivement pour Conchobar mac Diarmata Ua Briain et ses frères le Thomond et pour Tagd  Mac Carthaig le Desmond et il prend des otages des deux lignées rivales.

## Postérité
Diarmait,  épouse Mór, fille de Ruaidri na Saide Buide Ua Conchobair et laisse quatre fils :
- Conchobar mac Diarmata Ua Briain Leth rí Tuadmuman co-roi de Thomond en 1118 † 1142 ;
- Toirdhelbach mac Diarmata Ua Briain Leth rí Tuadmuman co-roi de Thomond en 1118, roi de Munster † 1167 ;
- Tadg Gláe mac Diarmata Ua Briain roi de Thomond en 1122, déposé en 1123, restauré en 1152 et de nouveau déposé † 1154 ;
- Donnchad évêque de Killaloe en 1161-1164.

## Sources
- (en) Cet article est partiellement ou en totalité issu de l’article de Wikipédia en anglais intitulé « Diarmait Ua Briain » (voir la liste des auteurs), édition du 19 avril 2012.
- Dictionary of Irish Biography article de Maire Ni Mhaonaigh,  Uà Briain Diarmait